# Jürgen Elsässer
Jürgen Elsässer es un periodista y ensayista alemán nacido en 1957.

## Biografía
En 2014, apoyó a los Vigilias pour la paz.

## Obras
- Antisemitismus, das alte Gesicht des neuen Deutschland, Dietz-Verlag, 1992, ISBN 3-320-01795-0
- Krisenherd Europa. Nationalismus – Regionalismus – Krieg, Die Werkstatt-Verlag, 1994, ISBN 3-923478-89-5
- Wenn das der Führer hätte erleben dürfen: 29 Glückwünsche zum deutschen Sieg über die Alliierten, KVV "konkret", 1995, ISBN 3-930786-02-8
- Vorwärts und vergessen?.Ein Streit um Marx, Lenin, Ulbricht und die verzweifelte Aktualität des Kommunismus, Konkret Literatur Verlag, 1996, ISBN 3-930786-06-0
- Braunbuch DVU, Konkret Literatur Verlag, 1998, ISBN 3-930786-18-4
- Nie wieder Krieg ohne uns, Konkret Literatur Verlag, 1999, ISBN 3-930786-23-0
- Deutsche Demokraten. Wie rechtsradikal sind CDU und CSU?, Werkstatt-Verlag, 2001, ISBN 3-923478-94-1
- Die Fratze der eigenen Geschichte.Von der Goldhagen-Debatte zum Jugoslawienkrieg, Espresso Verlag, 2002, ISBN 3-88520-756-7
- Make Love and War, Pahl-Rugenstein Verlag, 2002, ISBN 3-89144-295-5
- Deutschland führt Krieg, Konkret Literatur Verlag, 2002, ISBN 3-930786-37-0
- Der deutsche Sonderweg, Diederichs Verlag, 2003, ISBN 3-7205-2440-X
- Kriegslügen. Vom Kosovokonflikt zum Milosevic-Prozess, Kai Homilius Verlag, 2004, ISBN 3-89706-884-2
- Wie der Dschihad nach Europa kam, Np Buchverlag, März 2005, ISBN 3-85326-376-3
- Angriff der Heuschrecken, Verlag Pahl-Rugenstein Januar 2007, ISBN 3-89144-376-5
- Kriegslügen. Der NATO-Angriff auf Jugoslawien, Kai Homilius Verlag, 2008, ISBN 978-3-89706-511-6
- Wie der Dschihad nach Europa kam. Gotteskrieger und Geheimdienste auf dem Balkan, Kai Homilius Verlag, 2008, aktualisierte Taschenbuchausgabe, ISBN 978-3-89706-840-7
- Terrorziel Europa.Das gefährliche Doppelspiel der Geheimdienste, Residenz Verlag, 2008, ISBN 3-7017-3100-4